# Michel Valprémy
Michel Valprémy est un écrivain, poète, danseur et artiste français né le 3 juin 1947, et mort le 4 septembre 2007 chez lui, à Robin près de Fronsac. Il vivait et travaillait à Bordeaux où il enseignait la danse.
Sa poésie, métaphorique, ample par ses images, parfois cruelle, vise à saisir certaines parts d'innommable dans le réel.

## Biographie
Entré en 1972 dans le corps de Ballet du Grand-Théâtre de Bordeaux, il y restera jusqu’en 1984, puis enseignera la danse classique. Ses premiers textes publiés sont des nouvelles, dans les revues Apostrophes Magazine (Mathias Lair) et Minuit (Mathieu Lindon), en 1981. En 1982, le corps peint par l’artiste, il participe à un rituel, Scarification, de Jean-Philippe Tomasson, avec deux saxophonistes qui jouent une composition de Marc Tallet. À partir de 1984, il intervient dans Chats Avalanches et La Poire d’Angoisse, revues créées par Didier Moulinier, où il réalise ses premiers dessins et collages, dont les « bittus », petits personnages étiques et farceurs. Il invente une calligraphie à partir d’un manuscrit vu en rêve. Ses Amis en publieront un bel échantillon à titre posthume : un fac simile couleur des cinquante dernières pages du Journal, 2004-2007. Dans les années 80, au cours de rencontres organisées par Alain Gibertie, Didier Moulinier et Françoise Favretto, il se lie d’amitié avec Jean-Pierre Bobillot et Sylvie Nève, qui seront ses premiers lecteurs publics et créeront à Robin leur « Orlando Moroso » en 1988.
Narrateur, Michel Valprémy réactualise le genre gidien de la sotie et le poème en prose selon Aloysius Bertrand. Trames et matières renvoient à la peinture, rythmes et lignes mélodiques à la musique. En vers, ses Poèmes ingambes sont des exercices de précision comparables à ceux du danseur à la barre. Il a volontiers pratiqué le pas de deux en poésie : Chichi le chevalier trempé avec Sylvie Nève, La Mamort avec Christophe Manon, Petits crapauds du temps qui passe avec Jacques Izoard. Dans son Journal, dont il n’a rien publié de son vivant, il se révèle critique littéraire, musical, dramatique, chorégraphique et cinématographique, chroniqueur de la vie culturelle entre 1966 et 2007 et de sa propre vie affective.
Après la mort de Michel Valprémy, ses amis ont rassemblé des œuvres le plus souvent publiées en plaquettes (Agrafes, Atelier de l’agneau, 2011) ou en revues (Compost, Les Contemporains favoris, 2013). Ces deux livres sont préfacés par François Huglo, qui avait réalisé en 1991 l’introduction du volume Michel Valprémy,  Morceaux choisis, conçu sur le modèle des petits classiques Larousse, et qui préfacera chacun des quatre tomes du Journal. 

## Œuvres
- Emblèmes évidés, Polder,1984
- La boue, LPDA, 1984
- Travaux obscurs, Interventions à haute voix, 1985
- L'ingénu kaolin (avec Bruno Guiot), LPDA, 1986
- La reine des guêpes, Plis, 1986
- Paysages clos, Traces, 1986
- Nota bene, Tuyau, 1986
- Le distinguo, LPDA, 1987
- Un cri dans le couloir, Polder, 1987
- Cocagne, La Bartavelle, 1987
- Rose, Raoul et Courte-Queue, Deleatur, 1988
- Le jeune homme, la méduse, Plis, 1988
- Il pleut l'ange, Verso, 1988
- Chichi, le chevalier trempé, en collaboration avec Sylvie Nève, Cordialité de la rouille, 1989
- Morceaux choisis, Les contemporains, 1991
- 7, impasse Gigogne, Éditions du Rewidiage, Plis, 1991
- Ombre trouée, suivi de Notre homme, Éditions de Garenne, 1991
- Miettes en sauce, Wigwam, 1993
- L'appartement moutarde, Éditions du Rewidiage, Plis, 1994. Réédition Opales, 1995
- Loin, Baiser moutarde, 1996
- Artabax, Chienne d'Arlésienne, 1996
- L'Œil du guetteur, le Dé Bleu, 1997
- Gri-gri des cendres, Ecbolade, 1997
- Amoroso, Myrddin, 1998.
- Pablo, les baigneurs, Opales, 1998 - illustration de Sébastien Morlighem
- Clowns, Croque-morts, Éditions du Rewidiage, nº90, 1998
- Rouge pendu, Electre, 1999
- Cadastre du clair/obscur, Atelier de l'Agneau, 1999
- Mailles, mémoire, Opales, 2000
- Tout le monde passe devant les vitrines, Atelier de l'Agneau, 2001
- Kiosque à paroles, Éditions Voix, 2001
- Doloroso, Myrddin, 2001
- Albumville, Atelier de l'Agneau, 2002
- L'Homme aux gants, La Morale Merveilleuse, 2003
- Cibles, cribles, Éditions Haldernablou, 2003
- La Mamort, en collaboration avec Christophe Manon, Atelier de l'Agneau, 2004
- Le Dit d'A.-M.B., Poignant églantier, 2005
- Cédille au çiel, Éditions des Vanneaux, 2006
- Petits crapauds du temps qui passe, en collaboration avec Jacques Izoard, Atelier de l'Agneau, 2006
- Manips, Ikko, 2006
- Cache-cache vinaigre, Apogée, 2007

### Publications posthumes
- La salpêtreuse, Atelier de l'agneau, 2009
- Lilas-zone, inventaire, Éditions des Vanneaux, 2010
- Anémie, Le cadran ligné, 2011
- Agrafes, Atelier de l’agneau, 2011
- Compost, Les Contemporains favoris, 2013
- Musc, Arbalète, Élisanomi, 2013 - avec des peintures d'Élisabeth Batard
- Journal, tomes 1, 2, 3 et 4, Association des Amis de Michel Valprémy, 2015-2018

## Ouvrage sur sa vie et son œuvre
- François Huglo, Morceaux choisis, Les Contemporains favoris, 2011
- Matthieu Gosztola, Michel Valprémy, Éditions des Vanneaux, collection Présence de la poésie, 2018